# スーパーマリオシリーズ
スーパーマリオシリーズ (Super Mario series) は、任天堂から発売されているマリオシリーズ内のアクションゲームシリーズ。2022年3月末時点で、スーパーマリオシリーズは1985年の第一作発売以来、累計の売り上げは全世界で4億1300万本以上に達している。

## 概要
1985年9月13日発売の、『スーパーマリオブラザーズ』を第1作とするアクションゲームシリーズ。「マリオ」などのキャラクターを操作してゴールまで導くことが基本の遊び方となる。
初期の作品では2D表示の横スクロールが基本で、コースによっては上下方向にスクロールするものもある。また、『New スーパーマリオブラザーズ』などの『New』の文字を冠する作品ではキャラクターやコースがポリゴンで描画されているものの、従来の2D作品と同じような操作で遊ぶことができる。
一方、『スーパーマリオ64』以降の作品では、奥行きのある空間でマリオなどを操作するものもある。こうした、いわゆる「3Dマリオ」について、『スーパーマリオ64』や『スーパーマリオサンシャイン』などのようにステージ内に複数のゴールが設定されているものを「箱庭探索型3D」、『スーパーマリオギャラクシー』や『スーパーマリオ 3Dランド』などのように1つのゴールを目指すものを「コースクリア型3D」と区分している。
ゲームボーイにおいては、マリオランドを舞台にした『スーパーマリオランド』など3作品が発売された。
また、『スーパーマリオコレクション』（スーパーファミコン）などの過去の作品を複数収録したリメイク作品も随時発売されている。
「スーパーマリオブラザーズ発売25周年」の節目となる2010年には、『スーパーマリオコレクション』の復刻版ソフトとして『スーパーマリオコレクション スペシャルパック』（Wii）が発売された。
「スーパーマリオブラザーズ発売30周年」の節目となる2015年には、プレイヤーがコースを自由に制作しながら世界中のプレイヤーが制作した様々なコースが遊べる『スーパーマリオメーカー』（Wii U）が発売された。
生みの親の宮本茂は、『ザ・スーパーマリオブラザーズ・ムービー』の公開時のインタビューにて「新しいハードが出たら（マリオのゲームを）1本作ろうと」「だから、これまでの歴史を振り返ってもらえるとわかると思いますが、同じハードではたくさん作ってないんですよ」と述べている。

## シリーズ一覧
公式サイト内にあるマリオポータルでは下表の作品群と『スーパーマリオ ラン』をスーパーマリオシリーズの作品としている。このうち『スーパーマリオランド』と『スーパーマリオランド2 6つの金貨』の2作はスーパーマリオブラザーズ生誕25周年の特設ページには含まれていなかったが、同30周年の特設ページにて追加された。

### メインシリーズ
| 1985 | スーパーマリオブラザーズ          |
| 1986 | スーパーマリオブラザーズ2         |
| 1987 |                                   |
| 1988 | スーパーマリオUSA (米国)          |
| 1988 | スーパーマリオブラザーズ3         |
| 1989 | スーパーマリオランド              |
| 1990 | スーパーマリオワールド            |
| 1991 |                                   |
| 1992 | スーパーマリオUSA (日本)          |
| 1992 | スーパーマリオランド2 6つの金貨   |
| 1993 |                                   |
| 1994 |                                   |
| 1995 |                                   |
| 1996 | スーパーマリオ64                  |
| 1997 |                                   |
| 1998 |                                   |
| 1999 |                                   |
| 2000 |                                   |
| 2001 |                                   |
| 2002 | スーパーマリオサンシャイン        |
| 2003 |                                   |
| 2004 |                                   |
| 2005 |                                   |
| 2006 | New スーパーマリオブラザーズ      |
| 2007 | スーパーマリオギャラクシー        |
| 2008 |                                   |
| 2009 | New スーパーマリオブラザーズ Wii  |
| 2010 | スーパーマリオギャラクシー2       |
| 2011 | スーパーマリオ 3Dランド           |
| 2012 | New スーパーマリオブラザーズ 2    |
| 2012 | New スーパーマリオブラザーズ U    |
| 2013 | スーパーマリオ 3Dワールド         |
| 2014 |                                   |
| 2015 | スーパーマリオメーカー            |
| 2016 | スーパーマリオ ラン               |
| 2017 | スーパーマリオ オデッセイ         |
| 2018 |                                   |
| 2019 | スーパーマリオメーカー 2          |
| 2020 |                                   |
| 2021 |                                   |
| 2022 |                                   |
| 2023 | スーパーマリオブラザーズ ワンダー |

| タイトル                          | 分類 | 発売日         | 対応機種                                | 売上本数 | 売上本数 |
| タイトル                          | 分類 | 発売日         | 対応機種                                | 日本の旗 | 世界     |
| --------------------------------- | ---- | -------------- | --------------------------------------- | -------- | -------- |
| スーパーマリオブラザーズ          | 2D   | 1985年9月13日  | ファミリーコンピュータ                  | 681万本  | 4023万本 |
| スーパーマリオブラザーズ2         | 2D   | 1986年6月3日   | ファミリーコンピュータ ディスクシステム | 265万本  | -        |
| スーパーマリオUSA                 | 2D   | 1988年10月9日  | ファミリーコンピュータ                  | 70万本   | 746万本  |
| スーパーマリオブラザーズ3         | 2D   | 1988年10月23日 | ファミリーコンピュータ                  | 384万本  | 1728万本 |
| スーパーマリオランド              | 2D   | 1989年4月21日  | ゲームボーイ                            | 419万本  | 1814万本 |
| スーパーマリオワールド            | 2D   | 1990年11月21日 | スーパーファミコン                      | 355万本  | 2061万本 |
| スーパーマリオランド2 6つの金貨   | 2D   | 1992年10月21日 | ゲームボーイ                            | 270万本  | 1118万本 |
| スーパーマリオ64                  | 3D   | 1996年6月23日  | NINTENDO 64                             | 192万本  | 1191万本 |
| スーパーマリオサンシャイン        | 3D   | 2002年7月19日  | ニンテンドー ゲームキューブ             | 87万本   | 628万本  |
| New スーパーマリオブラザーズ      | 2D   | 2006年5月25日  | ニンテンドーDS                          | 649万本  | 3080万本 |
| スーパーマリオギャラクシー        | 3D   | 2007年11月1日  | Wii                                     | 117万本  | 1280万本 |
| New スーパーマリオブラザーズ Wii  | 2D   | 2009年12月3日  | Wii                                     | 467万本  | 3032万本 |
| スーパーマリオギャラクシー2       | 3D   | 2010年5月27日  | Wii                                     | 103万本  | 741万本  |
| スーパーマリオ 3Dランド           | 3D   | 2011年11月3日  | ニンテンドー3DS                         | 230万本  | 1288万本 |
| New スーパーマリオブラザーズ 2    | 2D   | 2012年7月28日  | ニンテンドー3DS                         | 276万本  | 1342万本 |
| New スーパーマリオブラザーズ U    | 2D   | 2012年12月8日  | Wii U                                   | 125万本  | 582万本  |
| スーパーマリオ 3Dワールド         | 3D   | 2013年11月21日 | Wii U                                   | 67万本   | 589万本  |
| スーパーマリオメーカー            | 2D   | 2015年9月10日  | Wii U                                   | 100万本  | 402万本  |
| スーパーマリオ ラン               | 2D   | 2016年12月15日 | iOS Android                             | -        | -        |
| スーパーマリオ オデッセイ         | 3D   | 2017年10月27日 | Nintendo Switch                         | 349万本  | 2950万本 |
| スーパーマリオメーカー 2          | 2D   | 2019年6月28日  | Nintendo Switch                         | 143万本  | 842万本  |
| スーパーマリオブラザーズ ワンダー | 2D   | 2023年10月20日 | Nintendo Switch                         | 297万本  | 1603万本 |

1. ↑  海外では『夢工場ドキドキパニック』が『スーパーマリオブラザーズ2』（SUPER MARIO BROS. 2）として発売され、日本版『スーパーマリオブラザーズ2』は発売されなかった（ディスクシステム自体が海外展開していない）。
2. ↑  日本では海外で発売した『スーパーマリオブラザーズ2』（SUPER MARIO BROS. 2）が『スーパーマリオUSA』として逆輸入される形で、1992年9月14日に発売された。
3. ↑  「ルイージの年」記念ソフトの1つとして本作の有料コンテンツをパッケージ化した『New スーパールイージ U』が2013年7月13日に発売された。

### リメイク作品
| 1993 | スーパーマリオコレクション                      |
| 1994 |                                                 |
| 1995 |                                                 |
| 1996 |                                                 |
| 1997 |                                                 |
| 1998 |                                                 |
| 1999 |                                                 |
| 2000 | スーパーマリオブラザーズデラックス              |
| 2001 | スーパーマリオアドバンス                        |
| 2001 | スーパーマリオアドバンス2                       |
| 2002 |                                                 |
| 2003 | スーパーマリオアドバンス4                       |
| 2004 | スーパーマリオ64DS                              |
| 2005 |                                                 |
| 2006 |                                                 |
| 2007 |                                                 |
| 2008 |                                                 |
| 2009 |                                                 |
| 2010 |                                                 |
| 2011 |                                                 |
| 2012 |                                                 |
| 2013 |                                                 |
| 2014 |                                                 |
| 2015 |                                                 |
| 2016 | スーパーマリオメーカー for ニンテンドー3DS      |
| 2017 |                                                 |
| 2018 |                                                 |
| 2019 | New スーパーマリオブラザーズ U デラックス       |
| 2020 | スーパーマリオ 3Dコレクション                   |
| 2021 | スーパーマリオ 3Dワールド ＋ フューリーワールド |

| タイトル                                        | 分類 | 発売日         | 対応機種                                  | 売上本数 | 売上本数 | 備考 |
| タイトル                                        | 分類 | 発売日         | 対応機種                                  | 日本の旗 | 世界     | 備考 |
| ----------------------------------------------- | ---- | -------------- | ----------------------------------------- | -------- | -------- | --- |
| スーパーマリオコレクション                      | 2D   | 1993年7月14日  | スーパーファミコン                        | 212万本  | 1055万本 | 『スーパーマリオブラザーズ』『スーパーマリオブラザーズ2』『スーパーマリオブラザーズ3』『スーパーマリオUSA』のリメイク版を収録。                                               |
| スーパーマリオブラザーズデラックス              | 2D   | 2000年3月1日   | ゲームボーイカラー （ニンテンドウパワー） | -        | 507万本  | 『スーパーマリオブラザーズ』のリメイク版。『スーパーマリオブラザーズ2』のリメイク版も収録。                                                                                   |
| スーパーマリオアドバンス                        | 2D   | 2001年3月21日  | ゲームボーイアドバンス                    | 89万本   | 557万本  | 『スーパーマリオUSA』のリメイク版。 |
| スーパーマリオアドバンス2                       | 2D   | 2001年12月14日 | ゲームボーイアドバンス                    | 92万本   | 569万本  | 『スーパーマリオワールド』のリメイク版。 |
| スーパーマリオアドバンス4                       | 2D   | 2003年7月11日  | ゲームボーイアドバンス                    | 76万本   | 543万本  | 『スーパーマリオブラザーズ3』のリメイク版。 |
| スーパーマリオ64DS                              | 3D   | 2004年12月2日  | ニンテンドーDS                            | 130万本  | 1106万本 | 『スーパーマリオ64』のリメイク版。 |
| スーパーマリオメーカー for ニンテンドー3DS      | 2D   | 2016年12月1日  | ニンテンドー3DS                           | 114万本  | 379万本  | 『スーパーマリオメーカー』のリメイク版。 |
| New スーパーマリオブラザーズ U デラックス       | 2D   | 2019年1月11日  | Nintendo Switch                           | 182万本  | 1836万本 | 『NewスーパーマリオブラザーズU』のリメイク版。 『NewスーパールイージU』も収録。                                                                                               |
| スーパーマリオ 3Dコレクション                   | 3D   | 2020年9月18日  | Nintendo Switch                           | 94万本   | 901万本  | 『スーパーマリオ64』『スーパーマリオ サンシャイン』『スーパーマリオ ギャラクシー』のリマスター版を収録。2021年3月31日までの期間限定生産(パッケージ版)・販売(ダウンロード版)。 |
| スーパーマリオ 3Dワールド ＋ フューリーワールド | 3D   | 2021年2月12日  | Nintendo Switch                           | 182万本  | 1347万本 | 『スーパーマリオ 3Dワールド』のリメイク版。 フレンドとのオンラインプレイ機能や新モード『フューリーワールド』も収録。                                                          |

### 移植版など
Wii、Wii U、ニンテンドー3DSへのバーチャルコンソール版、Nintendo Switchへのアーケードアーカイブス版は割愛。
原作の凡例
- 1,2 … スーパーマリオブラザーズ、スーパーマリオブラザーズ2
- USA … スーパーマリオUSA
- NW … New スーパーマリオブラザーズ Wii

| 原作 | タイトル                                                              | 発売日        | 対応機種                            | 売上本数 | 売上本数 |
| 原作 | タイトル                                                              | 発売日        | 対応機種                            | 日本の旗 | 世界     |
| ---- | --------------------------------------------------------------------- | ------------- | ----------------------------------- | -------- | -------- |
| 1    | スーパーマリオブラザーズ                                              | 1986年2月21日 | ファミコンディスクシステム          | 31万本   | -        |
| 1    | VS. スーパーマリオブラザーズ                                          | 1986年        | （アーケード）                      | -        | -        |
| 1    | スーパーマリオブラザーズスペシャル                                    | 1986年        | PC-8801/SR・X1 turbo                |          |          |
| 1    | オールナイトニッポンスーパーマリオブラザーズ                          | 1986年12月    | ファミコンディスクシステム          |          | -        |
| 1    | スーパーマリオブラザーズ                                              | 1988年3月     | ゲーム&ウオッチ                     | -        |          |
| USA  | BSスーパーマリオUSAパワーチャレンジ                                   | 1996年        | スーパーファミコン （サテラビュー） |          | -        |
| 1    | ファミコンミニ スーパーマリオブラザーズ                               | 2004年2月14日 | ゲームボーイアドバンス              | 138万本  | 227万本  |
| 2    | ファミコンミニ ディスクシステムセレクション スーパーマリオブラザーズ2 | 2004年8月10日 | ゲームボーイアドバンス              | 37万本   |          |
| NW   | New スーパーマリオブラザーズ Wii コインワールド                       | 2011年4月     | （アーケード）                      | -        | -        |
| 1    | ファミコンリミックス2 スーパールイージブラザーズ                      | 2014年4月24日 | Wii U                               |          |          |
| 1    | ファミコンリミックス ベストチョイス スピードマリオブラザーズ          | 2015年8月27日 | Wii U                               | 3万本    |          |

## スーパーマリオブラザーズ生誕記念特別商品
| 周 年 | 品種             | 商品名                                                                               | 発売日                     | 対応機種                              | 備考 |
| ----- | ---------------- | ------------------------------------------------------------------------------------ | -------------------------- | ------------------------------------- | --- |
|       | メモリーカード   | スーパーマリオブラザーズ入りメモリーカード                                           | 2001年12月25日(到着予定日) | ゲームキューブ メモリーカード         | 『どうぶつの森+』のゲーム内に登場することから任天堂のクリスマス企画として抽選で「ファミ通」の読者30人に「スーパーマリオブラザーズ」入りメモリーカードのプレゼントが行われた。参加には雑誌についている応募券が必要。 |
| 20    | ソフト           | ファミコンミニ スーパーマリオブラザーズ                                              | 2005年9月13日              | ゲームボーイアドバンス                | ファミコンミニ版のパッケージと一部の仕様を変更して発売された。 |
| 20    | ハード           | ゲームボーイミクロ ファミコンバージョン                                              | 2005年9月13日              | ゲームボーイミクロ                    | ファミコンのような色になっている。 |
| 25    | ソフト           | スーパーマリオコレクション スペシャルパック                                          | 2010年10月21日             | Wii                                   | スーパーファミコン版の移植作と、25周年特製ブックレットとサウンドトラックが一緒になった「スーパーマリオヒストリー1985-2010」が同梱されている。期間限定生産である。                                                   |
| 25    | ハード           | ニンテンドーDSi スーパーマリオ25周年仕様 ニンテンドーDSi LL スーパーマリオ25周年仕様 | 2010年10月28日             | DSi                                   | 本体の色が赤色になっており、アイテムなどが描かれている。また、セブンイレブン限定版も発売された。 |
| 25    | ハード           | Wii スーパーマリオ25周年仕様                                                         | 2010年11月1日              | Wii                                   | 本体の色が赤色になっており、バーチャルコンソールスーパーマリオブラザーズの25周年特別仕様『25th Anniversary SUPER MARIO BROS.』(スーパーマリオブラザーズ25周年バージョン)が内蔵されている。                          |
| 30    | ソフト           | スーパーマリオメーカー                                                               | 2015年9月10日              | Wii U                                 | |
| 30    | ハード           | Newニンテンドー3DS きせかえプレートパック スーパーマリオメーカーデザイン             | 2015年11月28日             | Newニンテンドー3DS                    | 同日にスーパーマリオメーカーデザインのきせかえプレート単品も発売された。 |
| 30    | amiibo           | amiiboスーパーマリオ30周年シリーズ                                                   | 2015年9月10日              | ニンテンドー3DS Wii U Nintendo Switch | 『スーパーマリオブラザーズ』の配色「マリオ【クラシックカラー】」と『スーパーマリオ64』以降（現在）の配色「マリオ【モダンカラー】」の2種類が発売された。                                                             |
| 30    | サウンドトラック | 30周年記念盤 スーパーマリオブラザーズ ミュージック                                   | 2015年9月13日              | -                                     | 『スーパーマリオブラザーズ』から『スーパーマリオ 3Dワールド』までの17タイトルからBGMが73曲収録されている。 |
| 35    | ソフト           | スーパーマリオ 3Dコレクション                                                        | 2020年9月10日              | Nintendo Switch                       | パッケージ版は2021年3月末までの期間限定生産、ダウンロード版は2021年3月31日までの期間限定販売。 |
| 35    | ソフト           | SUPER MARIO BROS. 35                                                                 | 2020年10月1日              | Nintendo Switch                       | Nintendo Switch Online加入者限定ソフトとして期間限定で無料配信される。35人で競うバトルロイヤル形式の『スーパーマリオブラザーズ』で、オンライン専用のソフト。                                                        |
| 35    | ソフト           | マリオカート ライブ ホームサーキット                                                 | 2020年10月16日             | Nintendo Switch                       | マリオセットとルイージセットの2種類が発売された。 |
| 35    | ソフト           | スーパーマリオ 3Dワールド + フューリーワールド                                       | 2021年2月12日              | Nintendo Switch                       | |
| 35    | ハード           | ゲーム&ウオッチ スーパーマリオブラザーズ                                             | 2020年11月13日             | ゲーム&ウオッチ                       | ファミコン版『スーパーマリオブラザーズ』、ディスクシステム版『スーパーマリオブラザーズ2』、マリオで遊ぶゲーム＆ウオッチの『ボール』が収録。                                                                         |
| 35    | ハード           | Nintendo Switch マリオレッド×ブルー セット                                           | 2021年2月12日              | Nintendo Switch                       | マリオをイメージしたレッドとブルーをあしらったデザインとなった本体セット。 「スーパーマリオ 3Dワールド + フューリーワールド」と同日発売。                                                                           |

## サウンドトラック
| タイトル                                                                 | アーティスト                               | 発売日         | 規格品番                                              | レーベル                     |
| ------------------------------------------------------------------------ | ------------------------------------------ | -------------- | ----------------------------------------------------- | ---------------------------- |
| スーパーマリオブラザーズ オリジナル・サウンドトラック                    | 近藤浩治                                   | 1985年3月31日  | 07FA-1072（EP） 10FC-2046（カセット）                 | ファンハウス                 |
| スーパーマリオブラザーズ3 - GSM(FC)Nintendo1                             | 近藤浩治                                   | 1988年10月21日 | D25B-0005（CD） C20B-0005（EP） 22P5-0005（カセット） | ポニーキャニオン             |
| ファンタジック・ワールド・オブ スーパーマリオブラザーズ３                | 近藤浩治                                   | 1988年12月5日  | KHY-1036（カセット）                                  | アポロン音楽工業             |
| スーパーマリオワールド                                                   | すぎやまこういち、渡辺貞夫(sax.)、近藤浩治 | 1991年2月25日  | WPCL-233〜4                                           | WEA Japan                    |
| スーパーマリオ64 オリジナルサウンドトラック                              |                                            | 1996年7月19日  | PCCG-00357                                            | ポニーキャニオン             |
| スーパーマリオギャラクシー オリジナルサウンドトラック                    |                                            | 2007年11月20日 | 非売品                                                | 任天堂（クラブニンテンドー） |
| スーパーマリオギャラクシー オリジナルサウンドトラック プラチナバージョン |                                            | 2008年1月31日  | 非売品                                                | 任天堂（クラブニンテンドー） |
| スーパーマリオギャラクシー2 オリジナルサウンドトラック                   |                                            | 2010年7月10日  | 非売品                                                | 任天堂（クラブニンテンドー） |
| Super Mario History 1985-2010 25周年 スペシャルバック                    | 近藤浩治 、横田真人、永松亮 ほか           | 2010年10月21日 | 同梱品                                                | 任天堂                       |
| スーパーマリオ 3Dワールド オリジナルサウンドトラック                     |                                            | 2013年11月21日 | 非売品                                                | 任天堂（クラブニンテンドー） |
| 30周年記念盤 スーパーマリオブラザーズ ミュージック                       |                                            | 2015年9月13日  | COCX-39270〜1                                         | 日本コロムビア               |
| Jump Up, Super Star!                                                     | The Super Mario Players feat. Kate Davis   | 2017年10月20日 | 配信限定                                              | 任天堂                       |
| スーパーマリオ オデッセイ サウンドセレクション                           |                                            | 2017年12月22日 | 配信限定                                              | 任天堂                       |
| スーパーマリオ オデッセイ オリジナルサウンドトラック                     |                                            | 2018年2月28日  | JBCZ-9075〜8                                          | ビーイング                   |

## プレイヤーキャラクター
基本、マリオのみであるが、弟のルイージも2Pもしくは1Pとして操作でき、2人プレイも可能である。『USA』、『NewWii』、『NewU』以降の作品では、キノピオや捕らわれ側であるピーチ姫をも操作することができる（『NewWii』『NewU』のキノピオはマルチプレイのみ、ピーチ姫は『USA』『ラン』のみ）。『ワールド』でパートナーとして登場したヨッシーは、その後も『NewWii』『NewU』でも乗り物扱いだったが、『ラン』では晴れて単体で2D初のプレイアブルとなった。『USA』以降はキャラクターによって挙動や能力の違いがあるなど個性が付けられるようになった。デイジーも『ラン』初プレイアブルとなり、『ワンダー』でもプレイアブルキャラになった。